# Лещанцы
Леща́нцы (укр. Ліщанці) — село в Бучачской городской общине Чортковского района Тернопольской области Украини.
До 2020 года входило в Бучачский район.
Код КОАТУУ — 6121283201. Население по переписи 2001 года составляло 1058 человек.

## Географическое положение
Село Лещанцы находится на правом берегу реки Стрыпа,
выше по течению на расстоянии в 1 км расположено село Сороки,
ниже по течению на расстоянии в 3 км расположено село Русилов,
на противоположном берегу — село Залещики.

## История
- 1736 год — дата основания (по другим данным — 1587 год).

## Объекты социальной сферы
- Школа I—II ст.
- Дом культуры.
- Фельдшерско-акушерский пункт.

## Достопримечательности
- Братская могила советских воинов.